# Cambiemos
Cambiemos fue una coalición política nacional de Argentina inscrita en 2015 para competir en las elecciones nacionales que se realizaron ese año, a partir del acuerdo establecido entre la Coalición Cívica ARI, Propuesta Republicana, la Unión Cívica Radical y otras fuerzas políticas. Llevó como candidato presidencial a Mauricio Macri, quien ganó las elecciones y asumió como presidente de la Nación el 10 de diciembre de 2015.
En 2019, los partidos integrantes de Cambiemos inscribieron una nueva coalición electoral denominada Juntos por el Cambio, incluyendo en la misma a un sector del peronismo representado por quien había sido jefe de la bancada kirchnerista en el Senado Miguel Ángel Pichetto, quien fue presentado por la alianza como candidato a vicepresidente de la Nación, acompañando a Mauricio Macri como candidato a presidente.

## Ideología
En los medios de prensa internacionales, Cambiemos es generalmente descrita como una formación política «conservadora». Así lo han hecho EMOL de Chile, el New York Times de Estados Unidos, BBC News de Inglaterra, Pravda.ru de Rusia, RT de Rusia, el diario El País de Colombia, o El Universal de México.
Mayormente se la considera una coalición neoliberal, que opera bajo la ortodoxia económica. Habitualmente es descrita como una formación de centroderecha.
En medios de comunicación y políticos de Argentina cercanos a partidos de izquierda, la alianza Cambiemos es catalogada dentro de diversos espectros, como "conservadora", expresándose en idéntico sentido el radical y kirchnerista Leopoldo Moreau, y como de "centro, liberal desarrollista", por el periodista del diario La Nación Luis Gregorich.
También ha sido descrita, en menor medida, como de extrema derecha, con algunos analistas nacionales e internacionales describiéndola como populismo de derecha.

## Historia

### Formación
El 19 de noviembre de 2014 la diputada nacional Elisa Carrió, líder de la Coalición Cívica ARI, abandonó el Frente Amplio UNEN; argumentando que «es imposible trabajar con mediocres» y que sus aliados eran «funcionales al kirchnerismo y sobre todo a Scioli», al no querer incluir al PRO en las listas. Además, acusó a Julio Cobos de «financiarse con la efedrina y ser socio de Cristina Kirchner», y a Pino Solanas, junto al Partido Socialista, de «votar todas las leyes con el cristinismo». Y, por último, también declaró que el líder del PS, Hermes Binner, debía explicar el narcotráfico en Santa Fe y cómo este había tomado la provincia.

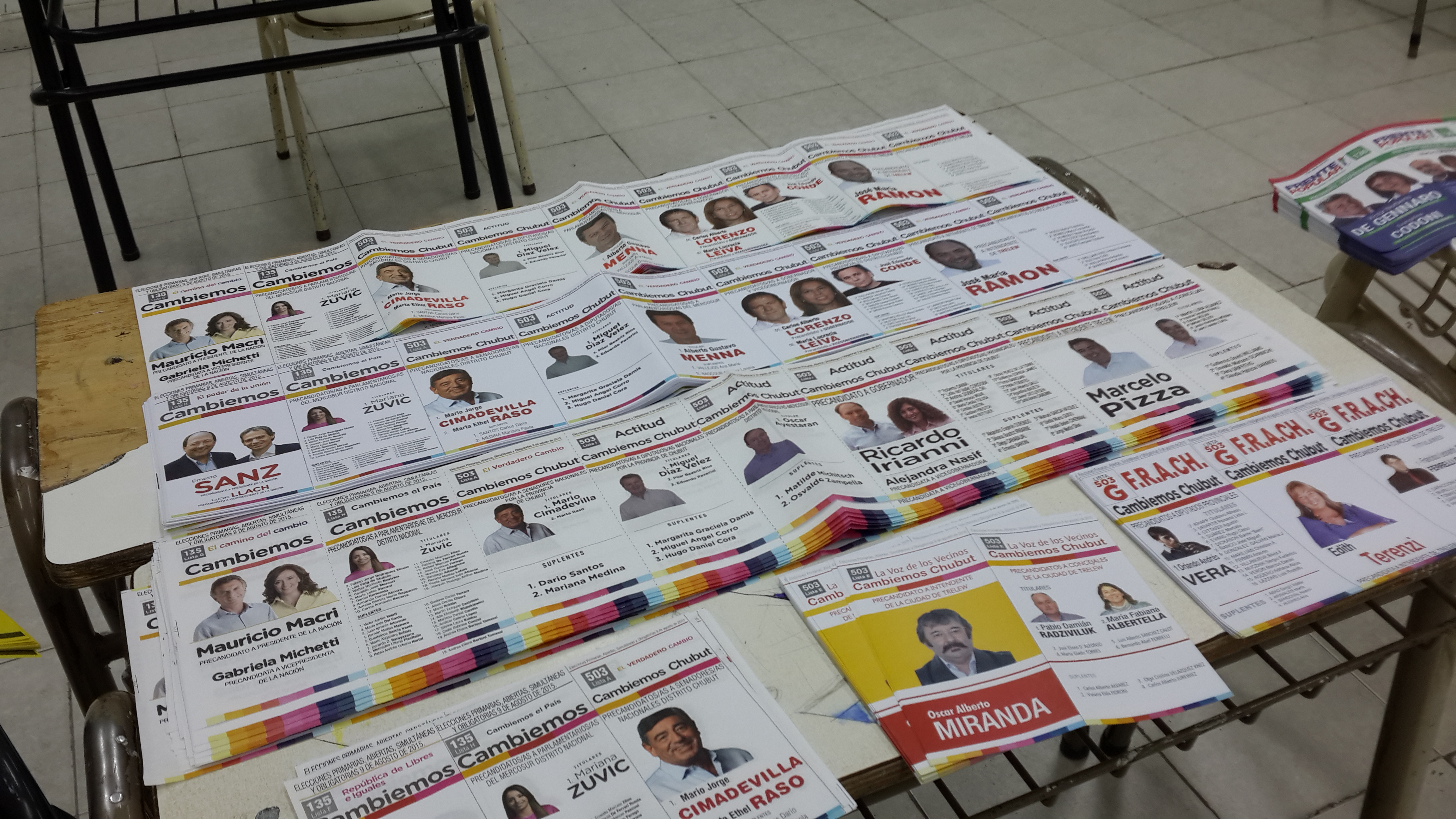
Boletas de Cambiemos en las elecciones primarias del 9 de agosto de 2015 en Trelew, Chubut.

Tras un par de reuniones privadas entre Carrió y representantes de Propuesta Republicana (entre ellos la entonces senadora nacional, Gabriela Michetti, y el líder del espacio, Mauricio Macri), el día 31 de enero de 2015 se comunicó la alianza entre dichos jefe de gobierno y legisladora parlamentaria para competir en las elecciones primarias, diciendo «sellar la unidad» para que «haya una alternativa competitiva frente a los que nos gobiernan desde hace décadas», haciendo referencia a la hegemonía del PJ en el poder, (1989-2015, con excepción del breve período aliancista 1999-2001).
El presidente de la Unión Cívica Radical, el senador nacional Ernesto Sanz, quién durante el segundo semestre de 2014 había sido junto a Carrió uno de los precursores de una alianza más amplia todavía se mantenía firme en su pensamiento, disintiendo con la opinión de otro radical, Cobos; quién propuso que «la UCR debía conservar su identidad histórica» y que «debía competir en representación del electorado que en algún momento se identificó con el extinto FA-UNEN». Finalmente, ambas posiciones se midieron en la Convención Nacional de la Unión Cívica Radical reunida en la ciudad de Gualeguaychú, donde tras un agitado debate se llamó a votación, dándose por vencedora en la madrugada del 15 de marzo de 2015 la postura defendida por Sanz por 186 votos a favor y 130 votos en contra, confirmando así la alianza con el PRO y la CC-ARI.
Posteriormente se sumaron el Partido Fe de Gerónimo Venegas y el Partido Unión por la Libertad de Patricia Bullrich.
Tras el acuerdo entre las partes, la coalición fue oficializada el 10 de junio de 2015 bajo el nombre Cambiemos. También después se adhirieron el Partido Conservador Popular y el Partido Demócrata Progresista, aunque los únicos en competir en las internas fueron los líderes de los partidos principales.

### Debut electoral

#### Elecciones primarias
El 9 de agosto se realizaron las Elecciones PASO, donde los tres cofundadores compitieron por consagrarse con la nominación de la coalición. El resultado fue una contundente victoria de Macri, quién se impuso en los 24 distritos; obteniendo su mejor resultado en San Juan donde triunfó con el 90,38%, mientras que su resultado más bajo fue en Chaco, donde fue votado por el 60,57% de los votantes de Cambiemos. En tanto el mejor y peor resultado de Carrió fueron un 12,50% en Santa Cruz y un 2,09% en Catamarca, respectivamente. Por el lado de Sanz su mejor contienda se dio en Corrientes, donde obtuvo el 29,64% y la más baja en Tierra del Fuego, donde acaparó al 5,78%. De esta forma Mauricio Macri y Gabriela Michetti se alzaron como los candidatos oficiales que representarán a la formación política en las elecciones presidenciales.

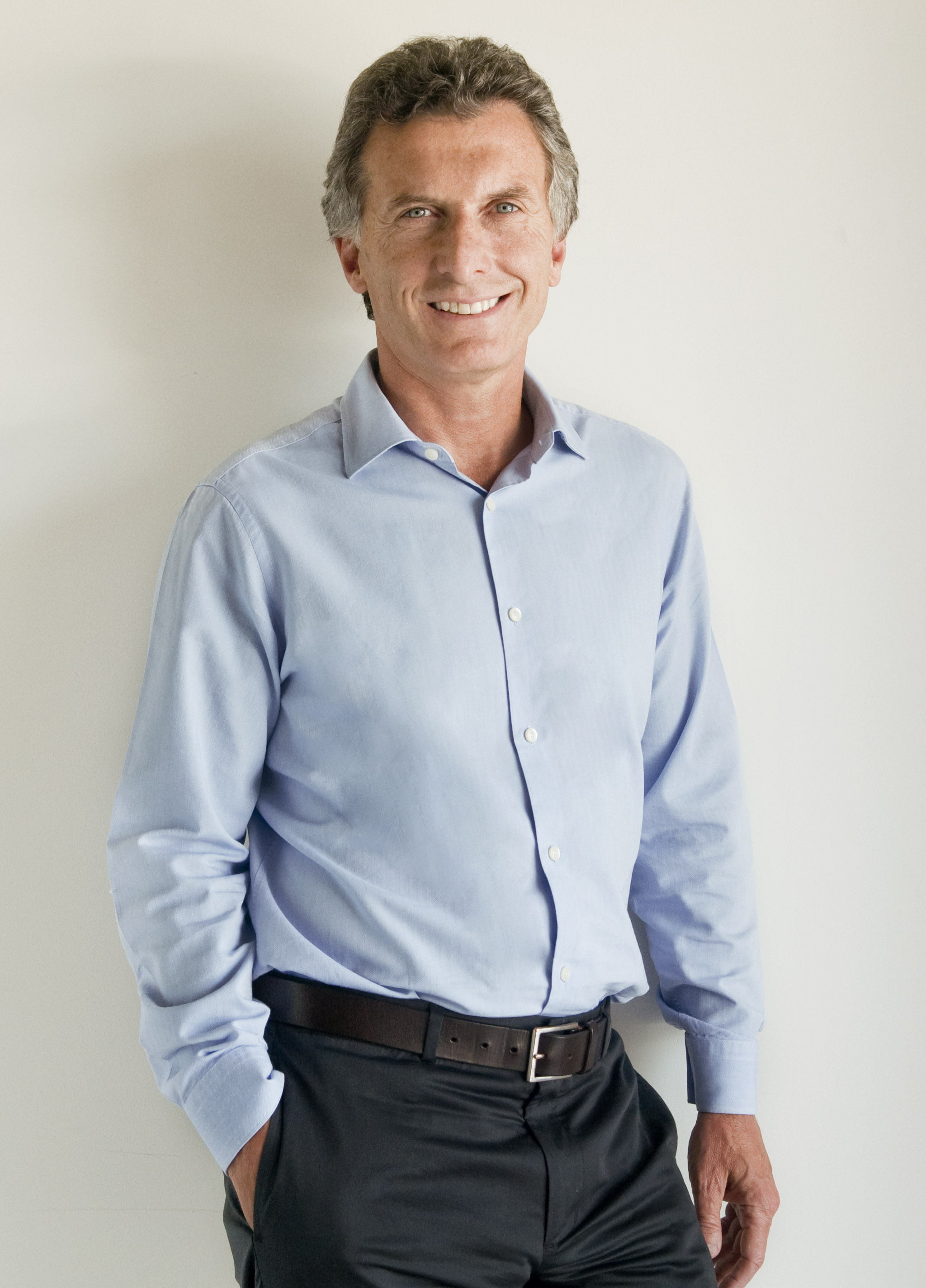
Mauricio Macri

A nivel federal, Cambiemos obtuvo el 30,07% de los votos, un 17,18% más de lo obtenido por la segunda fuerza detrás del kirchnerismo en las últimas elecciones. Se ubicó primera en dos distritos: en la Capital Federal con el 49% y en Mendoza con el 36% consolidándose así como segunda fuerza nacional, detrás del Frente para la Victoria.
| Coalición | Votos totales | Porcentaje nacional | Pre-fórmula                        | Lista                         | Votos     | Porcentaje | Resultado                                   |
| --------- | ------------- | ------------------- | ---------------------------------- | ----------------------------- | --------- | ---------- | ------------------------------------------- |
| Cambiemos | 6.595.914     | 30,07%              | Mauricio Macri - Gabriela Michetti | El Camino del Cambio          | 5.325.990 | 80,75%     | Habilitados para las elecciones generales   |
| Cambiemos | 6.595.914     | 30,07%              | Ernesto Sanz - Lucas Llach         | El Poder de la Unión          | 756.777   | 11,47%     | Inhabilitados para las elecciones generales |
| Cambiemos | 6.595.914     | 30,07%              | Elisa Carrió - Héctor Flores       | República de Libres e Iguales | 513.147   | 7,78%      | Inhabilitados para las elecciones generales |

#### Elecciones generales
Tras una intensa campaña y el Primer debate en la historia argentina de por medio, las elecciones presidenciales se desarrollaron finalmente el día 25 de octubre. En las mismas, la principal fórmula opositora se ubicó en el segundo puesto con el 34,15% de los sufragios, es decir un crecimiento del 4,08% y ganando 2.005.149 votos más de lo obtenido en las internas. Macri fue votado por 3.275.073 personas más que en agosto, siendo el candidato que más aumentó su caudal de votos al igual que la alianza. Cambiemos se impuso en 5 distritos, tres más que en las primarias: a Mendoza y Capital Federal se le sumaron Córdoba, Entre Ríos y Santa Fe. Al no haberse superado el 45% de los votos necesarios para ganar la presidencia, los dos primeros candidatos se enfrentarán en una segunda vuelta.
A nivel distrital, se ganaron las gobernaciones de Jujuy con el radical Gerardo Morales a la cabeza quién obtuvo el 58,34%, y Buenos Aires donde la candidata PRO María Eugenia Vidal se impuso con el 39,42%, marcando un hecho histórico al ser la primera gobernadora de la provincia más influyente del país y rompiendo con la mayor hegemonía de un partido sobre la misma, la del PJ, que gobernaba desde 1987.
Estas se sumaron a Mendoza donde Alfredo Cornejo ganó con el 45,33% el 21 de junio del mismo año y a la Capital Federal, donde ocurrió otro hecho histórico. Los dos primeros puestos fueron ocupados por integrantes de Cambiemos en dichas elecciones, el sector «PRO» y el sector «UCR-CC», quienes obtuvieron el 45,56% y el 25,48%, respectivamente. Además de un total de 1.298.202 votos. Los representantes de ambas posiciones, Horacio Rodríguez Larreta y Martín Lousteau, se midieron en una segunda vuelta, al no haber podido superar ninguno el 50% requerido. Finalmente fue Larreta quién se impuso con el 51,64% contra el 48,36% del futuro embajador. El quinto distrito es Corrientes, donde desde las elecciones de la provincia realizadas en 2013 gobierna una alianza que luego se alinearía con la coalición Cambiemos.
| Partido                                   | Candidatos                                   | Votos     | %       | Resultado |
| ----------------------------------------- | -------------------------------------------- | --------- | ------- | --------- |
| Frente para la Victoria                   | Daniel Scioli Carlos Zannini                 | 9 338 449 | 37,08 % | Balotaje  |
| Cambiemos                                 | Mauricio Macri Gabriela Michetti             | 8 601 063 | 34,15 % | Balotaje  |
| Unidos por una Nueva Alternativa          | Sergio Massa Gustavo Sáenz                   | 5 386 965 | 21,39 % |           |
| Frente de Izquierda y de los Trabajadores | Nicolás del Caño Myriam Bregman              | 812 530   | 3,23 %  |           |
| Progresistas                              | Margarita Stolbizer Miguel Ángel Olaviaga    | 632 551   | 2,51 %  |           |
| Compromiso Federal                        | Adolfo Rodríguez Saá Liliana Negre de Alonso | 412 557   | 1,64 %  |           |

#### Segunda vuelta
El 22 de noviembre Mauricio Macri resultó electo Presidente al obtener el 51,34% de los sufragios, superando así al candidato oficialista del Frente para la Victoria, Daniel Scioli. La fórmula presidencial Macri-Michetti obtuvo 12.997.938 de votos, 4.396.875 votos más que en las elecciones generales y 6.206.660 votos más que en las elecciones primarias.
Se impuso en 9 de los 24 distritos, 4 más que en las generales y 7 más que en las primarias; estas fueron: La Pampa (51,03%), Jujuy (52,89%), Entre Ríos (53,86%), Santa Fe (55,72%), La Rioja (56,50%), Mendoza (57,53%), San Luis (64,13%), Capital Federal (64,80%) y Córdoba, donde se desarrolló su mejor victoria: un 71,51% que oficializó su elección.
| Partido                 | Candidatos                       | Votos      | %       |
| ----------------------- | -------------------------------- | ---------- | ------- |
| Cambiemos               | Mauricio Macri Gabriela Michetti | 12 997 938 | 51,34 % |
| Frente para la Victoria | Daniel Scioli Carlos Zannini     | 12 317 329 | 48,66 % |

## Partidos integrantes

### Orden nacional
Cambiemos estaba compuesto en 2017 a nivel nacional por los siguientes partidos políticos:
| Partido | Partido                       | Presidente             | Diputados | Senadores |
| ------- | ----------------------------- | ---------------------- | --------- | --------- |
|         | Propuesta Republicana         | Humberto Schiavoni     | 55        | 9         |
|         | Unión Cívica Radical          | Alfredo Cornejo        | 44        | 13        |
|         | Coalición Cívica ARI          | Maricel Etchecoin Moro | 10        | 0         |
|         | Partido Demócrata Progresista | Ana Isabel Copes       | 0         | 0         |
|         | Partido Conservador Popular   | Marco Aurelio Michelli | 0         | 0         |
|         | Partido Fe                    | Jorge Pirotta          | 0         | 0         |

### Orden provincial
Debido al régimen federal de la República Argentina, la elección de los parlamentarios nacionales y las autoridades provinciales y en la Ciudad de Buenos Aires, se realizan en distritos autónomos, que requieren la inscripción local de los partidos y las alianzas. Por esta razón las alianzas distritales en las que participan los partidos que integran la alianza nacional Cambiemos, no coinciden con la composición de esta última, produciéndose gran variedad de situaciones. En algunos casos, las alianzas distritales adoptaron el nombre "Cambiemos", en otros casos incluyen la palabra "Cambiemos" en su nombre y en otros casos adoptaron nombres que no la incluyen. En la Ciudad de Buenos Aires, los partidos de Cambiemos integraron alianzas distritales diferentes. En algunos casos los candidatos electos por las diferentes alianzas distritales apoyadas por los partidos que integran Cambiemos, no se formaron parte de los bloques o interbloques legislativos de Cambiemos.
Algunos de los partidos nacionales que compartieron alianzas distritales con los partidos miembros de Cambiemos son:
| Partido | Partido                   | Principal ideología       | Presidente        | Diputados | Senadores | Personería                                |
| ------- | ------------------------- | ------------------------- | ----------------- | --------- | --------- | ----------------------------------------- |
|         | Frente Renovador          | Peronismo                 |                   | 1         | 0         | Corrientes (2015), Jujuy (2015), Mendoza. |
|         | GEN                       | Radicalismo               |                   | 0         | 0         | Entre Ríos.                               |
|         | Movimiento Libres del Sur | Nacionalismo de izquierda | Graciela Cousinet | 1         | 0         | Mendoza, San Luis                         |

Algunas fuerzas distritales que compartieron la misma alianza distrital con partidos miembros de la alianza nacional Cambiemos son:
| Partido | Partido                       | Principal ideología       | Presidente            | Diputados | Senadores | Personería                                 |
| ------- | ----------------------------- | ------------------------- | --------------------- | --------- | --------- | ------------------------------------------ |
|         | Unión por la Libertad         | Liberalismo               | Juan Pablo Arenaza    | 3         | 0         | Capital Federal                            |
|         | Partido Demócrata             | Conservadurismo           | Carlos Balter         | 0         | 0         | Provincia de Mendoza                       |
|         | Movimiento Libres del Sur     | Nacionalismo de izquierda | Graciela Cousinet     | 1         | 0         | Provincia de Mendoza[cita requerida]       |
|         | Frente Cívico                 | Progresismo               | Ernesto Martínez      | 0         | 1         | Provincia de Córdoba                       |
|         | Confianza Pública             | Socioliberalismo          | Graciela Ocaña        | 0         | 0         | Capital Federal, Provincia de Buenos Aires |
|         | Unión del Centro Democrático  | Liberalismo conservador   | Andrés Passamonti     | 0         | 0         | Capital Federal, Provincia de Buenos Aires |
|         | Partido del Diálogo           |                           | Mario Carro Rey       | 0         | 0         | Provincia de Buenos Aires                  |
|         | Nueva Dirigencia              |                           | Agustín Mel           | 0         | 0         | Provincia de Buenos Aires                  |
|         | Movimiento Vecinal Renovador  |                           | Antonio Carambia      | 0         | 0         | Provincia de Santa Cruz                    |
|         | Encuentro Ciudadano           |                           | Javier Pérez Gallart  | 0         | 0         | Provincia de Santa Cruz                    |
|         | Libertad, Valores y Cambio    |                           | Ernesto Andrés Rivero | 1         | 0         | Provincia de Misiones                      |
|         | Movimiento Social Entrerriano |                           | Juan Domingo Zacarías | 0         | 0         | Provincia de Entre Ríos                    |

#### Alianzas electorales provinciales
| Provincia              | Alianza                                                                       | Partidos integrantes (2017) | Líder                                              | Senadores | Diputados |
| ---------------------- | ----------------------------------------------------------------------------- | --- | -------------------------------------------------- | --------- | --------- |
| Buenos Aires           | Cambiemos Buenos Aires                                                        | Ver partidosPropuesta Republicana Unión Cívica Radical Coalición Cívica ARI Confianza Pública Unión por la Libertad Partido Conservador Popular Partido Demócrata Progresista Partido Fe Unión del Centro Democrático Partido Demócrata Conservador Partido del Diálogo Espacio Abierto para el Desarrollo y la Integración Social Movimiento Social por la República Partidos vecinalistasDefensa Comunal de General Paz (General Paz) Unión Vecinal (Luján) Acción Comunal del Partido de Tigre (Tigre) Unión Vecinal Conservadora de Lobos (Lobos) Acción Vecinal San Isidro es Distinto (San Isidro) Acción Vecinal Comunal (Vicente Lopez) Honestidad y Trabajo (General San Martín) Acción Vecinal por un San Martín Distinto (General San Martín) Agrupación Municipal Primero Tres Lomas (Tres Lomas) Acción Vecinal Escobar es Posible (Escobar) Acción Ciudadana de Todos por Zárate (Zárate) Diálogo Pergaminense (Pergamino) Compromiso Pringles (General Pringles) Alternativa Vecinalista (Esteban Echeverría) Rivadavia Primero (Rivadavia) Unidos por Bragado (Bragado) Agrupación Atlántica (General Pueyrredon) Viva Areco (San Antonio de Areco) Espacio Plural por Arrecifes (Arrecifes) Moreno Vive (Moreno) Acción para el Desarrollo (Bragado) | María Eugenia Vidal                                | 2/3       | 27/70     |
| Catamarca              | Frente Cívico y Social                                                        | Ver partidosUnión Cívica Radical Propuesta Republicana Coalición Cívica ARI Partido Socialista Partido Fe Movilización Nuevo Espacio de Opinión Partidos municipalesCompromiso y Movilización Santa Mariana Frente Militante 10 de Julio | Eduardo Brizuela del Moral                         | 1/3       | 2/5       |
| Chaco                  | Frente Vamos Chaco (2015 provincial) Cambiemos                                | Ver partidosUnión Cívica Radical Propuesta Republicana Coalición Cívica ARI Partido Fe Bases y Principios | Aída Ayala Ángel Rozas                             | 1/3       | 3/7       |
| Chubut                 | Cambiemos Chubut                                                              | Ver partidosUnión Cívica Radical Propuesta Republicana | Gustavo Menna                                      | 0/3       | 1/5       |
| Ciudad de Buenos Aires | Cambiemos (2015 legislativas) Vamos Juntos                                    | Ver partidosPropuesta Republicana Coalición Cívica ARI Confianza Pública Unión por la Libertad Partido Demócrata Progresista Partido Demócrata Partido Fe Partido de la Ciudad en Acción Unión del Centro Democrático | Elisa Carrió Horacio Rodríguez Larreta             | 2/3       | 14/25     |
| Córdoba                | Juntos por Córdoba (2015 provincial) Cambiemos                                | Ver partidosUnión Cívica Radical Propuesta Republicana Unión del Centro Democrático Frente Cívico de Córdoba Coalición Cívica ARI | Héctor Baldassi Ramón Mestre Mario Negri Luis Juez | 2/3       | 10/18     |
| Corrientes             | Encuentro por Corrientes                                                      | Ver partidosUnión Cívica Radical Acción por la República Proyecto Corrientes Partido Nuevo Partido Conservador Popular Partido Demócrata Progresista Partido Popular Coalición Cívica ARI Compromiso Correntino Partido Socialista Acción Popular de los Trabajadores Unión Popular Unión Celeste y Blanco Propuesta Republicana Movimiento Siempre Corrientes Acción por Corrientes Unidos por Corrientes Partido Federal Partido Laborista Autónomo Encuentro Liberal Partido Fe Encuentro Correligionario Cambio Austeridad y Progreso | Ricardo Colombi Gustavo Valdés                     | 1/3       | 3/7       |
| Entre Ríos             | Cambiemos                                                                     | Ver partidosUnión Cívica Radical Propuesta Republicana Partido GEN Unión por la Libertad Partido Fe Movimiento Social Entrerriano | Alfredo de Angeli Atilio Benedetti                 | 1/3       | 5/9       |
| Formosa                | Frente Amplio Formoseño                                                       | Ver partidosUnión Cívica Radical Propuesta Republicana Movimiento de Integración y Desarrollo Partido Fe Partido Acción Nativa Partido Autonomista | Luis Petcoff Naidenoff                             | 1/3       | 2/5       |
| Jujuy                  | Frente Cambia Jujuy (2015-2017 provincial) Frente Jujeño                      | Ver partidosUnión Cívica Radical Propuesta Republicana Partido Socialista Cambio Jujeño Libertad y Democracia Responsable Cruzada Renovadora | Gerardo Morales                                    | 2/3       | 3/6       |
| La Pampa               | Propuesta Frepam (2015) Cambiemos La Pampa                                    | Ver partidosUnión Cívica Radical Propuesta Republicana Movimiento Federalista Pampeano Movimiento de Integración y Desarrollo Partido Fe | Carlos Mac Allister Juan Carlos Marino             | 1/3       | 2/5       |
| La Rioja               | Fuerza Cívica Riojana                                                         | Ver partidosUnión Cívica Radical Propuesta Republicana Coalición Cívica ARI | Julio Martínez                                     | 2/3       | 3/5       |
| Mendoza                | Frente Cambia Mendoza (provincial) Cambiemos                                  | Ver partidosUnión Cívica Radical Propuesta Republicana Partido Demócrata Coalición Cívica ARI | Alfredo Cornejo Julio Cobos                        | 2/3       | 6/10      |
| Misiones               | Cambiemos                                                                     | Ver partidosUnión Cívica Radical Propuesta Republicana Libertad Valores y Cambio | Humberto Schiavoni                                 | 1/3       | 1/7       |
| Neuquén                | Nuevo Compromiso Neuquino (2015 provincial) Cambiemos                         | Ver partidosPropuesta Republicana Unión Cívica Radical Coalición Cívica ARI Nuevo Compromiso Neuquino | Horacio "Pechi" Quiroga                            | 0/3       | 2/5       |
| Río Negro              | Cambiemos Río Negro                                                           | Ver partidosUnión Cívica Radical Propuesta Republicana | Sergio Wisky                                       | 0/3       | 2/5       |
| Salta                  | Cambiemos Salta (2015) Cambiemos País                                         | Ver partidosPropuesta Republicana Propuesta Salteña Conservador Popular Partido Primero Salta Partido Identidad Salteña Partido de la Cultura, la Educación y el Trabajo Salta Nos Une Partido Fe Unión Cívica Radical | Guillermo Durand Cornejo Gustavo Sáenz             | 0/3       | 3/7       |
| San Juan               | Cambiemos (2015) Cambiemos San Juan                                           | Ver partidosUnión Cívica Radical Propuesta Republicana Actuar Cruzada Renovadora Producción y Trabajo Dignidad Ciudadana Partido Fe | Roberto Basualdo Eduardo Cáceres                   | 1/3       | 1/6       |
| San Luis               | Cambiemos (2015) Avanzar y Cambiemos por San Luis                             | Ver partidosUnión Cívica Radical Propuesta Republicana Avanzar San Luis Movimiento Libres del Sur Partido Demócrata Independiente | José Luis Riccardo Claudio Poggi                   | 1/3       | 1/5       |
| Santa Cruz             | Unión para Vivir Mejor                                                        | Ver partidosUnión Cívica Radical Propuesta Republicana Coalición Cívica ARI Movimiento Vecinal Renovador Encuentro Ciudadano | Eduardo Costa                                      | 2/3       | 3/5       |
| Santa Fe               | Cambiemos                                                                     | Ver partidosUnión Cívica Radical Coalición Cívica ARI Propuesta Republicana Unión del Centro Democrático Partido Fe | Luciano Laspina José Manuel Corral Mario Barletta  | 0/3       | 9/19      |
| Santiago del Estero    | Cambiemos                                                                     | Ver partidosUnión Cívica Radical Propuesta Republicana Coalición Cívica ARI | Marcelo Lugones Emilio Rached                      | 0/3       | 0/7       |
| Tierra del Fuego       | Cambiemos Tierra del Fuego                                                    | Ver partidosUnión Cívica Radical Propuesta Republicana | Héctor Stefani                                     | 1/3       | 2/5       |
| Tucumán                | Acuerdo para el Bicentenario (2015 provincial) Cambiemos para el Bicentenario | Ver partidosUnión Cívica Radical Partido Demócrata Cristiano Movimiento Libres del Sur Propuesta Republicana Partido por la Justicia Social | José Manuel Cano                                   | 1/3       | 3/9       |

## Gestión de gobierno nacional
La gestión de gobierno de Cambiemos dio inicio con el período presidencial de Mauricio Macri el 10 de diciembre de 2015 con mandato finalizado el 10 de diciembre de 2019. El Gobierno cuenta con interbloque en Diputados y en Senadores integrado por las fuerzas políticas que conformaron el frente electoral: Unión PRO, Unión Cívica Radical, y Coalición Cívica ARI.
Conformación del primer Gabinete Nacional del Gobierno
| Jefatura de Gabinete y Ministerios del Gobierno de Mauricio Macri | Jefatura de Gabinete y Ministerios del Gobierno de Mauricio Macri | Jefatura de Gabinete y Ministerios del Gobierno de Mauricio Macri                                   |
| Cartera                                                           | Titular                                                           | Período                                                                                             |
| ----------------------------------------------------------------- | ----------------------------------------------------------------- | --------------------------------------------------------------------------------------------------- |
| Jefatura de Gabinete de Ministros                                 | Marcos Peña                                                       | 10 de diciembre de 2015 - 10 de diciembre de 2019                                                   |
| Ministerio del Interior, Obras Públicas y Vivienda                | Rogelio Frigerio                                                  | 10 de diciembre de 2015 - 10 de diciembre de 2019                                                   |
| Ministerio de Relaciones Exteriores y Culto                       | Jorge Faurie Susana Malcorra (UCR)                                | 12 de junio de 2017 - 10 de diciembre de 2019 10 de diciembre de 2015 - 12 de junio de 2017         |
| Ministerio de Defensa                                             | Oscar Aguad (UCR) Julio Martínez (UCR)                            | 17 de julio de 2017 - 10 de diciembre de 2019 10 de diciembre de 2015 - 17 de julio de 2017         |
| Ministerio de Hacienda y Finanzas Públicas                        | Alfonso Prat-Gay (UCR)                                            | 10 de diciembre de 2015 - 31 de diciembre de 2016                                                   |
| Ministerio de Hacienda                                            | Nicolás Dujovne (UCR)                                             | 10 de enero de 2017 - 10 de diciembre de 2019                                                       |
| Ministerio de Finanzas                                            | Luis Caputo                                                       | 10 de enero de 2017 - 3 de septiembre de 2018                                                       |
| Ministerio de Producción                                          | Francisco Cabrera                                                 | 10 de diciembre de 2015 - 3 de septiembre de 2018                                                   |
| Ministerio de Turismo                                             | Gustavo Santos (UCR)                                              | 10 de diciembre de 2015 - 3 de septiembre de 2018                                                   |
| Ministerio de Modernización                                       | Andrés Ibarra                                                     | 10 de diciembre de 2015 - 3 de septiembre de 2018                                                   |
| Ministerio de Seguridad                                           | Patricia Bullrich (Unión por la Libertad)                         | 10 de diciembre de 2015 - 10 de diciembre de 2019                                                   |
| Ministerio de Justicia y Derechos Humanos                         | Germán Garavano                                                   | 10 de diciembre de 2015 - 10 de diciembre de 2019                                                   |
| Ministerio de Trabajo, Empleo y Seguridad Social                  | Jorge Triaca                                                      | 10 de diciembre de 2015 - 3 de septiembre de 2018                                                   |
| Ministerio de Salud                                               | Jorge Lemus                                                       | 10 de diciembre de 2015 - 3 de septiembre de 2018                                                   |
| Ministerio de Desarrollo Social                                   | Carolina Stanley                                                  | 10 de diciembre de 2015 - 10 de diciembre de 2019                                                   |
| Ministerio de Educación y Deportes                                | Alejandro Finocchiaro (indep.) Esteban Bullrich                   | 17 de julio de 2017 - 10 de diciembre de 2019 10 de diciembre de 2015 - 17 de julio de 2017         |
| Ministerio de Ciencia, Tecnología e Innovación Productiva         | Lino Barañao                                                      | 10 de diciembre de 2007 - 3 de septiembre de 2018                                                   |
| Ministerio de Cultura                                             | Pablo Avelluto                                                    | 10 de diciembre de 2015 - 3 de septiembre de 2018                                                   |
| Ministerio de Agroindustria                                       | Luis Miguel Etchevehere Ricardo Buryaile (UCR)                    | 21 de noviembre de 2017 - 3 de septiembre de 2018 10 de diciembre de 2015 - 21 de noviembre de 2017 |
| Ministerio de Transporte                                          | Guillermo Dietrich                                                | 10 de diciembre de 2015 - 10 de diciembre de 2019                                                   |
| Ministerio de Energía y Minería                                   | Juan José Aranguren                                               | 10 de diciembre de 2015 - 3 de septiembre de 2018                                                   |
| Ministerio de Medio Ambiente y Desarrollo Sustentable             | Sergio Bergman                                                    | 10 de diciembre de 2015 - 3 de septiembre de 2018                                                   |
| Ministerio de Comunicaciones                                      | Oscar Aguad (UCR)                                                 | 10 de diciembre de 2015 - 17 de julio de 2017                                                       |
| Secretarías de Estado del Gobierno de Mauricio Macri              |                                                                   | |
| Cartera                                                           | Titular                                                           | Período                                                                                             |
| Secretaría General                                                | Fernando de Andreis                                               | 10 de diciembre de 2015 - 10 de diciembre de 2019                                                   |
| Secretaría Legal y Técnica                                        | Pablo Clusellas                                                   | 10 de diciembre de 2015 - 10 de diciembre de 2019                                                   |
| Agencia Federal de Inteligencia                                   | Gustavo Arribas                                                   | 10 de diciembre de 2015 - 10 de diciembre de 2019                                                   |
| Secretaría de Políticas Integrales sobre Drogas                   | Roberto Moro                                                      | 10 de diciembre de 2015 - 10 de diciembre de 2019                                                   |

## Representación legislativa
Cambiemos integró interbloques tanto en las cámaras de Diputados y Senadores del Congreso de la Nación, como en la delegación argentina en el Parlamento del Mercosur.

### Parlamento del Mercosur
En la actualidad, Cambiemos tiene una representación de 12 parlamentarios en el Parlamento del Mercosur. Mariana Zuvic preside el bloque y Jorge Taiana, representante del Frente para la Victoria, es el presidente de la delegación argentina.
| Nombre                     | Región                          | Mandato   |
| -------------------------- | ------------------------------- | --------- |
| Mariana Zuvic              | Distrito Nacional               | 2015-2019 |
| Fabián Rodríguez Simón     | Distrito Nacional               | 2015-2019 |
| Lilia Puig                 | Distrito Nacional               | 2015-2019 |
| Walter Nostrala            | Distrito Nacional               | 2015-2019 |
| Osvaldo Mercuri            | Distrito Nacional               | 2015-2019 |
| María Luisa Storani        | Distrito Nacional               | 2015-2019 |
| Daniel Ramundo             | Distrito Nacional               | 2015-2019 |
| Claudio Romero             | Ciudad Autónoma de Buenos Aires | 2015-2019 |
| Humberto Antonio Benedetto | Provincia de Córdoba            | 2015-2019 |
| Norma Aguirre              | Provincia de Jujuy              | 2015-2019 |
| Gabriel Fidel              | Provincia de Mendoza            | 2015-2019 |
| Marcela Crabbe             | Provincia de La Rioja           | 2015-2019 |

### Senado de la Nación
El interbloque de senadores nacionales de Cambiemos está integrado por los bloques de la Unión Cívica Radical, Unión PRO, el Frente Cívico y Social de Catamarca, Avanza San Luis, Producción y Trabajo, y el bloque del Movimiento Popular Fueguino, que en conjunto suman 25 senadores. El senador correntino Pedro Braillard Poccard preside el interbloque, por su parte el senador de Unión PRO Federico Pinedo es el presidente provisional del Senado.
| Nombre                        | Provincia                       | Mandato   | Bloque                              |
| ----------------------------- | ------------------------------- | --------- | ----------------------------------- |
| Federico Pinedo               | Ciudad Autónoma de Buenos Aires | 2013-2019 | PRO                                 |
| Marta Varela                  | Ciudad Autónoma de Buenos Aires | 2013-2019 | PRO                                 |
| Néstor Braillard Poccard      | Provincia de Corrientes         | 2015-2021 | PRO                                 |
| Alfredo De Angeli             | Provincia de Entre Ríos         | 2013-2019 | PRO                                 |
| Ernesto Félix Martínez        | Provincia de Córdoba            | 2015-2021 | PRO                                 |
| Laura Rodríguez Machado       | Provincia de Córdoba            | 2015-2021 | PRO                                 |
| Julio Cobos                   | Provincia de Mendoza            | 2015-2021 | UCR                                 |
| Ángel Rozas                   | Provincia de Chaco              | 2013-2019 | UCR                                 |
| Miriam Ruth Boyadjian         | Provincia de Tierra del Fuego   | 2017-2023 | Movimiento Popular Fueguino         |
| Pamela Fernanda Verasay       | Provincia de Mendoza            | 2015-2021 | UCR                                 |
| Silvia Beatriz Elías de Pérez | Provincia de Tucumán            | 2015-2021 | UCR                                 |
| Silvia del Rosario Giacoppo   | Provincia de Jujuy              | 2017-2023 | UCR                                 |
| Juan Carlos Marino            | Provincia de La Pampa           | 2015-2021 | UCR                                 |
| Luis Naidenoff                | Provincia de Formosa            | 2017-2023 | UCR                                 |
| Carlos Reutemann              | Provincia de Santa Fe           | 2015-2021 | Santa Fe Federal                    |
| Roberto Basualdo              | Provincia de San Juan           | 2017-2023 | Producción y Trabajo                |
| Oscar Aníbal Castillo         | Provincia de Catamarca          | 2015-2021 | Frente Cívico y Social de Catamarca |
| Esteban Bullrich              | Provincia de Buenos Aires       | 2017-2023 | PRO                                 |
| Gladys Esther González        | Provincia de Buenos Aires       | 2017-2023 | PRO                                 |
| Claudio Javier Poggi          | Provincia de San Luis           | 2017-2023 | Avanzar San Luis                    |
| Julio César Martínez          | Provincia de La Rioja           | 2017-2023 | UCR                                 |
| Olga Brizuela Doria de Cara   | Provincia de La Rioja           | 2017-2023 | UCR                                 |
| María Belén Tapia             | Provincia de Catamarca          | 2017-2023 | UCR                                 |
| Eduardo Raúl Costa            | Provincia de Santa Cruz         | 2017-2023 | UCR                                 |
| Mario Raymundo Faid           | Provincia de Jujuy              | 2017-2023 | UCR                                 |

### Cámara de Diputados de la Nación
En la Cámara de Diputados de la Nación el interbloque Cambiemos está integrado por los tres partidos mayoritarios y otras representaciones locales. El radical Mario Negri preside el interbloque, y el bonaerense de Unión PRO, Emilio Monzó es el presidente de la Cámara de Diputados. En total el interbloque suma 108 diputados nacionales actualmente.
| Nombre                              | Provincia                       | Mandato   | Bloque                              |
| ----------------------------------- | ------------------------------- | --------- | ----------------------------------- |
| Marcela Campagnoli                  | Buenos Aires                    | 2017-2021 | ARI                                 |
| Javier Campos                       | Buenos Aires                    | 2017-2021 | ARI                                 |
| Héctor Flores                       | Buenos Aires                    | 2017-2021 | ARI                                 |
| Eduardo Amadeo                      | Buenos Aires                    | 2015-2019 | PRO                                 |
| Samanta María Celeste Acerenza      | Buenos Aires                    | 2015-2019 | PRO                                 |
| Sergio Omar Buil                    | Buenos Aires                    | 2015-2019 | PRO                                 |
| Daniel Andrés Lipovetzky            | Buenos Aires                    | 2015-2019 | PRO                                 |
| Silvia Gabriela Lospennato          | Buenos Aires                    | 2015-2019 | PRO                                 |
| Emilio Monzó                        | Buenos Aires                    | 2015-2019 | PRO                                 |
| Pablo Torello                       | Buenos Aires                    | 2015-2019 | PRO                                 |
| Paula Marcela Urroz                 | Buenos Aires                    | 2015-2019 | PRO                                 |
| Waldo Ezequiel Wolff                | Buenos Aires                    | 2015-2019 | PRO                                 |
| Juan Aicega                         | Buenos Aires                    | 2017-2021 | PRO                                 |
| Pablo Miguel Ansaloni               | Buenos Aires                    | 2017-2021 | PRO                                 |
| Hernán Berisso                      | Buenos Aires                    | 2017-2021 | PRO                                 |
| Ezequiel Fernández Langan           | Buenos Aires                    | 2017-2021 | PRO                                 |
| Martín Nicolás Medina               | Buenos Aires                    | 2017-2021 | PRO                                 |
| Guillermo Tristán Montenegro        | Buenos Aires                    | 2017-2021 | PRO                                 |
| María Graciela Ocaña                | Buenos Aires                    | 2017-2021 | PRO                                 |
| María Carla Piccolomini             | Buenos Aires                    | 2017-2021 | PRO                                 |
| Natalia Soledad Villa               | Buenos Aires                    | 2017-2021 | PRO                                 |
| Karina Banfi                        | Buenos Aires                    | 2015-2019 | UCR                                 |
| Miguel Ángel Bazze                  | Buenos Aires                    | 2015-2019 | UCR                                 |
| Alejandro Carlos Augusto Etchegaray | Buenos Aires                    | 2015-2019 | UCR                                 |
| Carlos Alberto Fernández            | Buenos Aires                    | 2017-2021 | UCR                                 |
| Josefina Mendoza                    | Buenos Aires                    | 2017-2021 | UCR                                 |
| Fabio José Quetglas                 | Buenos Aires                    | 2017-2021 | UCR                                 |
| Orieta Cecilia Vera González        | Provincia de Catamarca          | 2015-2019 | Coalición Cívica ARI                |
| Eduardo Segundo Brizuela del Moral  | Provincia de Catamarca          | 2017-2021 | Frente Cívico y Social de Catamarca |
| Alicia Terada                       | Provincia de Chaco              | 2017-2021 | Coalición Cívica ARI                |
| Horacio Goicoechea                  | Provincia de Chaco              | 2015-2019 | UCR                                 |
| Aída Beatriz Ayala                  | Provincia de Chaco              | 2017-2021 | UCR                                 |
| Gustavo Menna                       | Provincia de Chubut             | 2017-2021 | UCR                                 |
| Elisa Carrió                        | Ciudad Autónoma de Buenos Aires | 2017-2021 | Coalición Cívica ARI                |
| Juan Manuel López                   | Ciudad Autónoma de Buenos Aires | 2017-2021 | Coalición Cívica ARI                |
| Paula Oliveto Lago                  | Ciudad Autónoma de Buenos Aires | 2017-2021 | Coalición Cívica ARI                |
| Álvaro González                     | Ciudad Autónoma de Buenos Aires | 2015-2019 | PRO                                 |
| Anabella Ruth Hers Cabral           | Ciudad Autónoma de Buenos Aires | 2015-2019 | PRO                                 |
| Cornelia Schmidt-Liermann           | Ciudad Autónoma de Buenos Aires | 2015-2019 | PRO                                 |
| Pablo Tonelli                       | Ciudad Autónoma de Buenos Aires | 2015-2019 | PRO                                 |
| Juan Carlos Villalonga              | Ciudad Autónoma de Buenos Aires | 2015-2019 | PRO                                 |
| Marcelo Germán Wechsler             | Ciudad Autónoma de Buenos Aires | 2015-2019 | PRO                                 |
| Jorge Ricardo Enríquez              | Ciudad Autónoma de Buenos Aires | 2017-2021 | PRO                                 |
| Alejandro García                    | Ciudad Autónoma de Buenos Aires | 2017-2021 | PRO                                 |
| Carmen Polledo                      | Ciudad Autónoma de Buenos Aires | 2017-2021 | PRO                                 |
| Fernando Adolfo Iglesias            | Ciudad Autónoma de Buenos Aires | 2017-2021 | PRO                                 |
| Facundo Suárez Lastra               | Ciudad Autónoma de Buenos Aires | 2017-2021 | UCR                                 |
| Leonor María Martínez Villada       | Provincia de Córdoba            | 2015-2019 | Coalición Cívica ARI                |
| Nicolás Massot                      | Provincia de Córdoba            | 2015-2019 | PRO                                 |
| Pedro Paretto                       | Provincia de Córdoba            | 2015-2019 | PRO                                 |
| Héctor Baldassi                     | Provincia de Córdoba            | 2017-2021 | PRO                                 |
| Gabriel Frizza                      | Provincia de Córdoba            | 2017-2021 | PRO                                 |
| Mario Raúl Negri                    | Provincia de Córdoba            | 2015-2019 | UCR                                 |
| Olga María Rista                    | Provincia de Córdoba            | 2015-2019 | UCR                                 |
| Brenda Lis Austin                   | Provincia de Córdoba            | 2017-2021 | UCR                                 |
| María Soledad Carrizo               | Provincia de Córdoba            | 2017-2021 | UCR                                 |
| Diego Matías Mestre                 | Provincia de Córdoba            | 2017-2021 | UCR                                 |
| Sofía Brambilla                     | Provincia de Corrientes         | 2017-2021 | PRO                                 |
| Julián Dindart                      | Provincia de Corrientes         | 2015-2019 | UCR                                 |
| Estela Mercedes Regidor Belledone   | Provincia de Corrientes         | 2017-2021 | UCR                                 |
| Yanina Celeste Gayol                | Provincia de Entre Ríos         | 2015-2019 | PRO                                 |
| Alicia Fregonese                    | Provincia de Entre Ríos         | 2017-2021 | PRO                                 |
| Marcelo Alejandro Monfort           | Provincia de Entre Ríos         | 2015-2019 | UCR                                 |
| Atilio Benedetti                    | Provincia de Entre Ríos         | 2017-2021 | UCR                                 |
| Jorge Enrique Lacoste               | Provincia de Entre Ríos         | 2017-2021 | UCR                                 |
| Martín Osvaldo Hernández            | Provincia de Formosa            | 2015-2019 | UCR                                 |
| Mario Horacio Arce                  | Provincia de Formosa            | 2017-2021 | UCR                                 |
| Osmar Antonio Monaldi               | Provincia de Jujuy              | 2017-2021 | PRO                                 |
| Silvia Alejandra Martínez           | Provincia de Jujuy              | 2015-2019 | UCR                                 |
| María Gabriela Burgos               | Provincia de Jujuy              | 2017-2021 | UCR                                 |
| Martín Maquieyra                    | Provincia de La Pampa           | 2017-2021 | PRO                                 |
| Daniel Kroneberger                  | Provincia de La Pampa           | 2015-2019 | UCR                                 |
| Karina Alejandra Molina             | Provincia de La Rioja           | 2015-2019 | PRO                                 |
| Julio Enrique Sahad                 | Provincia de La Rioja           | 2017-2021 | PRO                                 |
| Héctor Enrique Olivares             | Provincia de La Rioja           | 2015-2019 | UCR                                 |
| Sebastián Bragagnolo                | Provincia de Mendoza            | 2015-2019 | PRO                                 |
| Stella Maris Huczak                 | Provincia de Mendoza            | 2015-2019 | PRO                                 |
| Luis Gustavo Borsani                | Provincia de Mendoza            | 2015-2019 | UCR                                 |
| Claudia Najul                       | Provincia de Mendoza            | 2017-2021 | UCR                                 |
| Luis Alfonso Petri                  | Provincia de Mendoza            | 2017-2021 | UCR                                 |
| Federico Raúl Zamarbide             | Provincia de Mendoza            | 2017-2021 | UCR                                 |
| Luis Mario Pastori                  | Provincia de Misiones           | 2017-2021 | UCR                                 |
| Leandro López Koening               | Provincia de Neuquén            | 2015-2019 | PRO                                 |
| David Pablo Schlereth               | Provincia de Neuquén            | 2017-2021 | PRO                                 |
| Sergio Javier Wisky                 | Provincia de Río Negro          | 2015-2019 | PRO                                 |
| Lorena Matzen                       | Provincia de Río Negro          | 2017-2021 | UCR                                 |
| Martín Grande                       | Provincia de Salta              | 2017-2021 | PRO                                 |
| Miguel Nanni                        | Provincia de Salta              | 2015-2019 | UCR                                 |
| Alfredo Horacio Olmedo              | Provincia de Salta              | 2015-2019 | Salta Somos Todos                   |
| Eduardo Augusto Cáceres             | Provincia de San Juan           | 2017-2021 | PRO                                 |
| José Luis Riccardo                  | Provincia de San Luis           | 2017-2021 | UCR                                 |
| Nadia Lorena Ricci                  | Provincia de Santa Cruz         | 2015-2019 | UCR                                 |
| Antonio José Carambia               | Provincia de Santa Cruz         | 2017-2021 | PRO                                 |
| Roxana Nahir Reyes                  | Provincia de Santa Cruz         | 2017-2021 | UCR                                 |
| Astrid Hummel                       | Provincia de Santa Fe           | 2015-2019 | PRO                                 |
| Lucas Ciriaco Incicco               | Provincia de Santa Fe           | 2015-2019 | PRO                                 |
| José Carlos Nuñez                   | Provincia de Santa Fe           | 2015-2019 | PRO                                 |
| Hugo María Marcucci                 | Provincia de Santa Fe           | 2015-2019 | UCR                                 |
| María Lucila Lehemann               | Provincia de Santa Fe           | 2017-2021 | Coalición Cívica ARI                |
| Luciano Laspina                     | Provincia de Santa Fe           | 2017-2021 | PRO                                 |
| Gisela Scaglia                      | Provincia de Santa Fe           | 2017-2021 | PRO                                 |
| Albor Ángel Cantard                 | Provincia de Santa Fe           | 2017-2021 | UCR                                 |
| Gonzalo Pedro Del Cerro             | Provincia de Santa Fe           | 2017-2021 | UCR                                 |
| Carlos Gastón Roma                  | Provincia de Tierra del Fuego   | 2015-2019 | PRO                                 |
| Héctor Antonio Stefani              | Provincia de Tierra del Fuego   | 2017-2021 | PRO                                 |
| Facundo Garretón                    | Provincia de Tucumán            | 2015-2019 | PRO                                 |
| José Manuel Cano                    | Provincia de Tucumán            | 2017-2021 | UCR                                 |
| Beatriz Luisa Ávila                 | Provincia de Tucumán            | 2017-2021 | Partido por la Justicia Social      |

## Gobiernos distritales

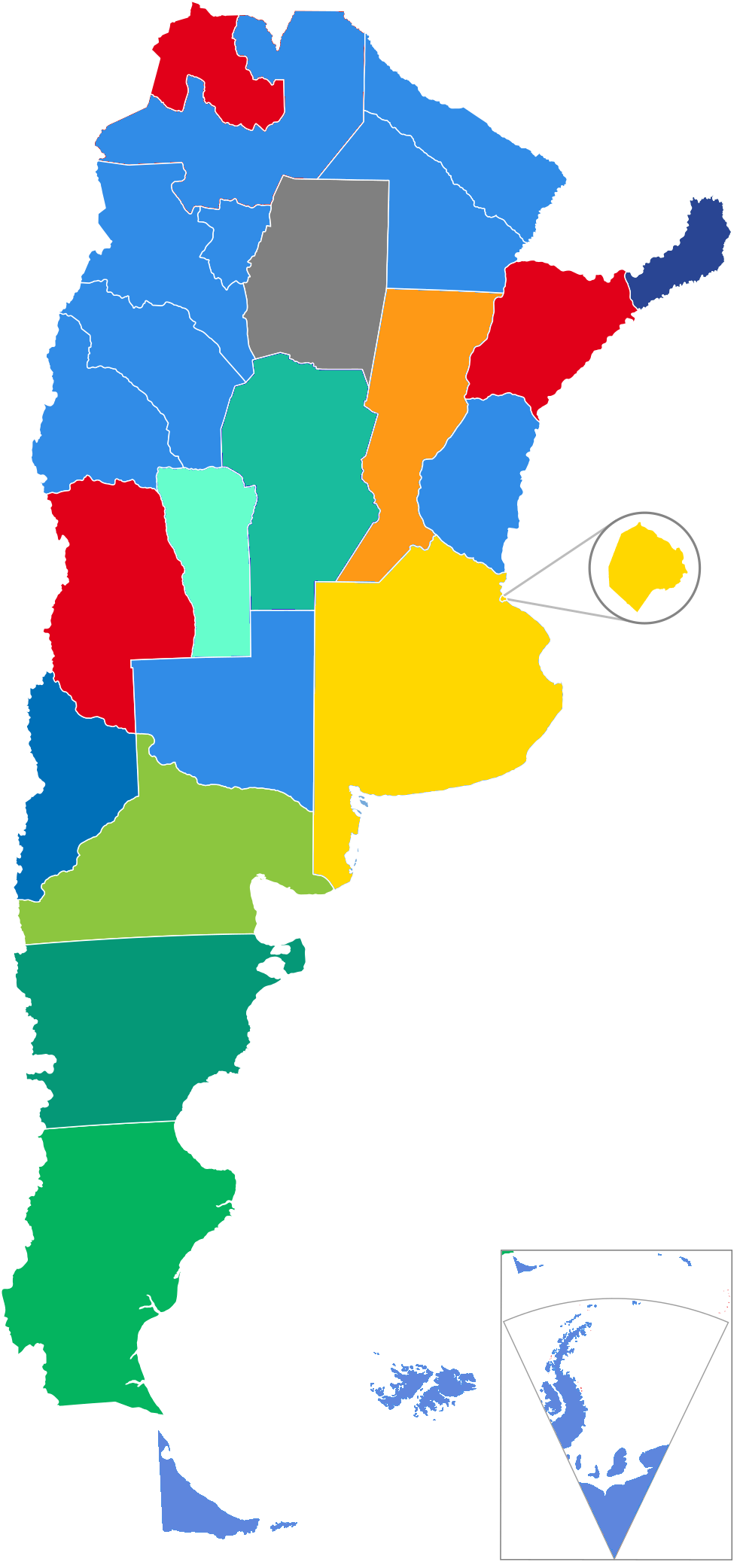
Frente para la Victoria
Cambiemos
UNA
Compromiso Federal
Cambiemos-UNA-Progresistas
FPCyS
MPN
Alianzas provinciales sin alianza nacional

La Argentina es un país federal cuya estructura legal y política determina una distinción entre las formaciones y alianzas nacionales, y las formaciones y alianzas distritales en cada uno de sus 24 distritos políticos. Como consecuencia cada gobierno distrital tiene diferentes conformaciones políticas debido a las alianza locales que establecen los distintos partidos políticos. Por esta razón la incidencia de la alianza nacional Cambiemos es diferente según sea la composición política de las alianzas distritales y según vaya variando esa composición a lo largo del mandato.
Situación al finalizar 2015:
En el distrito de Provincia de Buenos Aires,"cambiemos"  utilizó su denominación (Cambiemos Buenos Aires), incluyó en la misma a los tres principales partidos de Cambiemos a nivel nacional (UCR, PRO y Coalición Cívica ARI) y tanto el gobernador como el vicegobernador pertenecen a uno de los dos principales partidos de la coalición nacional (PRO y UCR respectivamente).
En los distritos de Jujuy y Mendoza, la alianza ganadora utilizó la palabra "cambia" en su denominación (Cambia Jujuy y Cambia Mendoza). En Jujuy incluyó en la misma a los dos principales partidos de Cambiemos a nivel nacional (UCR y PRO). El partido Coalición Cívica ARI no tiene personería jurídica en la Provincia. Sin embargo, la coalición ganadora incluyó partidos de otras alianzas nacionales de importancia, el Frente Renovador y el Frente Progresistas. El vicegobernador por su parte pertenece al Partido Justicialista. En Mendoza, incluyó en la misma a los dos principales partidos de Cambiemos a nivel nacional (UCR y PRO) y tanto el gobernador como el vicegobernador pertenecen a uno de los dos principales partidos de la coalición nacional. Sin embargo, en Mendoza, la coalición ganadora incluyó partidos de otras alianzas nacionales de importancia, como el Frente Renovador y el Frente Progresistas.[cita requerida]
En la Ciudad Autónoma de Buenos Aires, Cambiemos no se presentó en la elección distrital de 2015
fue dividida entre Unión-PRO que apoyo a Larreta enfrentada a la alianza que encabezó Martín Lousteau que contaba con la UCR (Bloque Suma +), como la Coalición Cívica ARI, formaron bloques legislativos opositores en la Legislatura porteña.
En el distrito de Corrientes, las elecciones a gobernador se realizaron en 2013, cuando Cambiemos no existía. La coalición local ganadora, Encuentro por Corrientes (partidos UCR, Popular, Proyecto Corrientes, De Todos, Acción por Corrientes, Demócrata Progresista, Unión celeste y Blanco, PRO, MID, Conservador Popular, Libres del Sur, Socialista y Coalición Civíca-ARI) incluye a los tres principales partidos de Cambiemos, pero también incluye a algunos partidos importantes del Frente Progresista (PS y Libres del Sur) y a algunos partidos importantes que en 2015 formaron parte del Frente Renovador (Acción por Corrientes, MID) y sectores de la UCR disidentes (sector Nito Artaza).
En el distrito de Santa Fe la alianza ganadora fue el Frente Progresista, Cívico y Social (FPCyS), cuyos dos principales partidos en la provincia son el Partido Socialista (gobernador), perteneciente a nivel nacional a la alianza Progresistas, y la UCR (vicegobernador), perteneciente a nivel nacional a Cambiemos. Los partidos Coalición Cívica ARI y el Partido Demócrata Progresista también forman parte del FPCyS en el distrito y de Cambiemos en la alianza nacional. Por su parte, el partido PRO en la provincia es uno de los dos principales bloques opositores. En agosto de 2016 la UCR local, formó parte de la creación de Cambiemos en la provincia, junto al PRO, generando un conflicto político al interior de la UCR y del FPCyS.
La fractura en la alianza comenzó en 2018 dónde algunos diputados abandonaron la Coalición, ya en 2019 uno de los integrantes de Cambiemos, Facundo Manes expresó 
"Macri tiene que reflexionar porque en su Gobierno tuvo populismo institucional. Hubo operadores que manejaban la Justicia e influían en la Justicia. Eso es populismo institucional. También hubo evidencias de que se espió a gente incluso de su Gobierno"

## Resultados electorales

### Cámara de Diputados
| Año  | Votos      | %     | Bancas obtenidas | Total de bancas | Posición        | Presidencia                                              | Nota       |
| ---- | ---------- | ----- | ---------------- | --------------- | --------------- | -------------------------------------------------------- | ---------- |
| 2015 | 8 230 605  | 32,00 | 42/130           | 87/257          | Primera minoría | Cristina Fernández de Kirchner (Frente para la Victoria) | Véase nota |
| 2017 | 10.261.407 | 41.75 | 61/127           | 107/257         | Primera minoría | Mauricio Macri (Cambiemos)                               | Véase nota |

### Cámara de Senadores
| Año  | Votos     | %     | Bancas obtenidas | Total de bancas | Posición        | Presidencia                                              | Nota       |
| ---- | --------- | ----- | ---------------- | --------------- | --------------- | -------------------------------------------------------- | ---------- |
| 2015 | 2.623.336 | 36,75 | 9/24             | 17/72           | Segunda minoría | Cristina Fernández de Kirchner (Frente para la Victoria) | Véase nota |
| 2017 | 4.864.886 | 41,01 | 12/24            | 24/72           | Segunda minoría | Mauricio Macri (Cambiemos)                               | Véase nota |